# Hermrigen
Hermrigen là một đô thị ở huyện Nidau trong bang Bern ở Thụy Sĩ. Đô thị này có diện tích 3,15 km², dân số năm 2005 là 265 người.